# Kap Lamb
Das Kap Lamb ist ein Kap, das den südwestlichen Ausläufer der westantarktischen Vega-Insel bildet. Sie markiert die Zufahrt vom Herbert-Sund zur Bahía Esteverena.
Teilnehmer der Schwedischen Antarktisexpedition (1901–1903) unter der Leitung Otto Nordenskjölds entdeckten es. Wissenschaftler des Falkland Islands Dependencies Survey (FIDS) sichteten es 1945 erneut und nahmen die Benennung vor. Namensgeber ist der Botaniker Ivan Mackenzie Lamb (1911–1990), der 1944 zur Mannschaft des FIDS am Port Lockroy und 1945 zu derjenigen in der Hope Bay gehört und zwischen 1964 und 1965 eine biologische Expedition zu den Melchior-Inseln geleitet hatte.